# Китиця (прикраса)

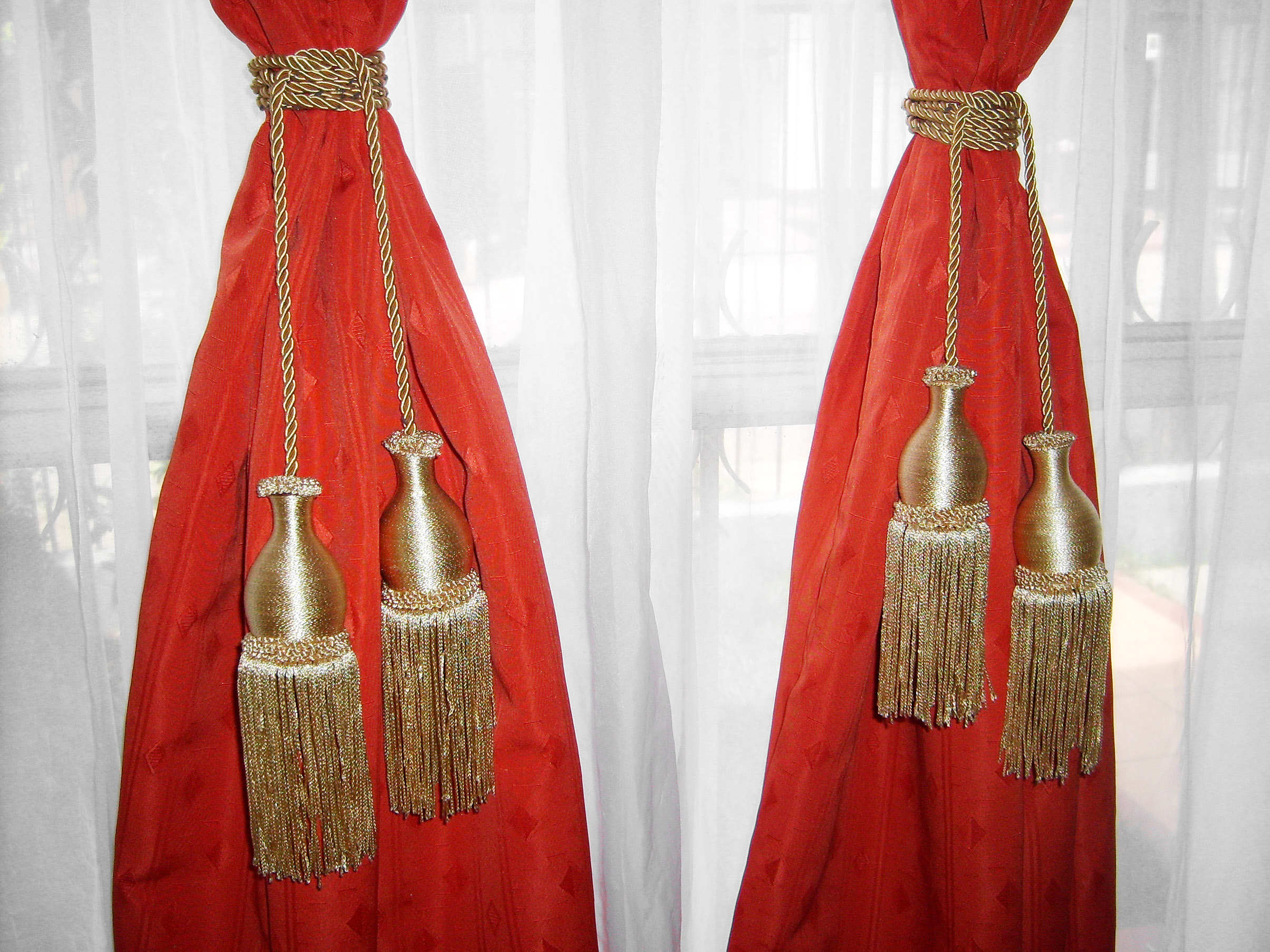
Китиці на шторах

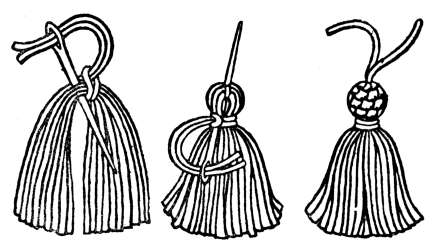
Ручне вироблення китиці

Ки́тиця, діал. ку́тас (від тур. kutas, kutaz) — прикраса у вигляді жмутка ниток, шнурків і т. ін., зв'язаних з одного кінця докупи. Використовується для оздоблення головних уборів, суконь, поясів, збройових темляків, кінської збруї, кінців шнурів (для прапорів, штор тощо). Китиці можуть виготовляти як зі звичайної пряжі, так і з канителі.
У виготовлених промисловим способом китицях можна виділити два елементи: головку і бахрому. Головка складається з кільцеподібної основи, що обмотується чи оплітається на спеціальному верстаті пряжею. Бахрома тчеться на вузьких жакардових верстатах, її утокові нитки протягаються вільно на певну відстань в один бік у вигляді петель, що потім утворюють її звисні кінці.
Роблять китиці і ручним способом: зв'язуванням жмутка ниток посередині, з наступним обмотуванням перехвату у верхній частині і формуванням головки.